# Elitetruppe
Elitetruppen definieren sich in der modernen Kriegführung unter anderem durch:
- spezialisierte und oft von der regulären Truppe abweichende Ausrüstung und Bewaffnung

Elitetruppen nach modernem Verständnis sind also insbesondere solche Einheiten, die man oft als Kommandos oder Spezialeinheit bezeichnet. Beispiele dafür sind die GSG9 der Bundespolizei, das deutsche Kommando Spezialkräfte (KSK), die deutschen Kampfschwimmer, der britische Special Air Service (SAS) oder Special Boat Service (SBS), die US-amerikanischen US Navy Seals und Delta Force. Sie werden in der modernen Kriegführung vor allem zu militärischer Aufklärung, Sabotage, Ergreifen von Kriegsverbrechern und Geiselbefreiungen herangezogen. Ihre Einsätze finden meist von der Öffentlichkeit unbemerkt und nicht immer unter den erlaubten Beschränkungen des internationalen Rechts statt.
Besonderer Wert wird bei einem Kommandosoldaten neben einer umfassenden Gefechts- und Durchhalteausbildung auf Teamfähigkeit, psychische Belastbarkeit und hohe Intelligenz gelegt. In den meisten Ländern gehören auch Sprachunterricht und Verhandlungstaktiken zur Ausbildung.
Seit dem 11. September 2001 spielen solche Elitetruppen eine besondere Rolle im Kampf gegen den Terrorismus. Sie eignen sich aufgrund ihrer Möglichkeiten zum unbemerkten Eindringen und langem Aufenthalt in einem Operationsgebiet sowie der schweren Fassbarkeit durch den Gegner besonders zur Guerilla-Kriegführung.
Die Bezeichnung „Elitetruppe“ wird aber oft auch für bestimmte Waffengattungen einer modernen Armee benutzt, so gelten z. B. Jäger, Fallschirm- oder Gebirgsjäger oder Kampfpiloten aufgrund ihrer besonders anspruchsvollen Ausbildung, ihres Korpsgeistes und der spezialisierten Einsatzweise als eine Art Elitetruppe. Sie unterscheiden sich aber durch ihre konventionelle Rolle in der Kriegführung von dem oben angeführten Schema.

## Historische Elitetruppen
Elitetruppen waren Truppen, die aus besonders ausgesuchten – und vorwiegend jungen – gut ausgebildeten Mannschaften bestanden. Meist waren sie auch besser ausgerüstet als andere Einheiten und wurden daher oft außerordentlichen Einsatzanforderungen gerecht.
In diesem Sinn bilden die fürstlichen Leibwachen:
- die Prätorianer der römischen Kaiser,
- die Mamluken,
- Janitscharen,
- Hussaria,
- Unsterbliche,
- Strelitzen,
- Haustruppen und Garden

eine Elitetruppe.
Im Sinn der Kerntruppe, einer Schlachtenreserve, ist die Garde als Elitetruppe zuerst von Napoléon I. 1804 durch Formierung der Garde impériale aus Mannschaften, die zwei Feldzüge mitgemacht, 5–6 Jahre dienten etc., eingeführt worden. Auch bei den Linienregimentern Napoleons gab es Elitekompanien, z. B. Voltigeure und Grenadiere bzw. Karabiniers.
Im weiteren Sinn kann man auch die preußischen und russischen Garden, die k.u.k. Kaiserjäger und italienischen Bersaglieri als Elitetruppen bezeichnen, da sie einen ausgewählten Rekrutenersatz erhielten.